# کاخ پالفی

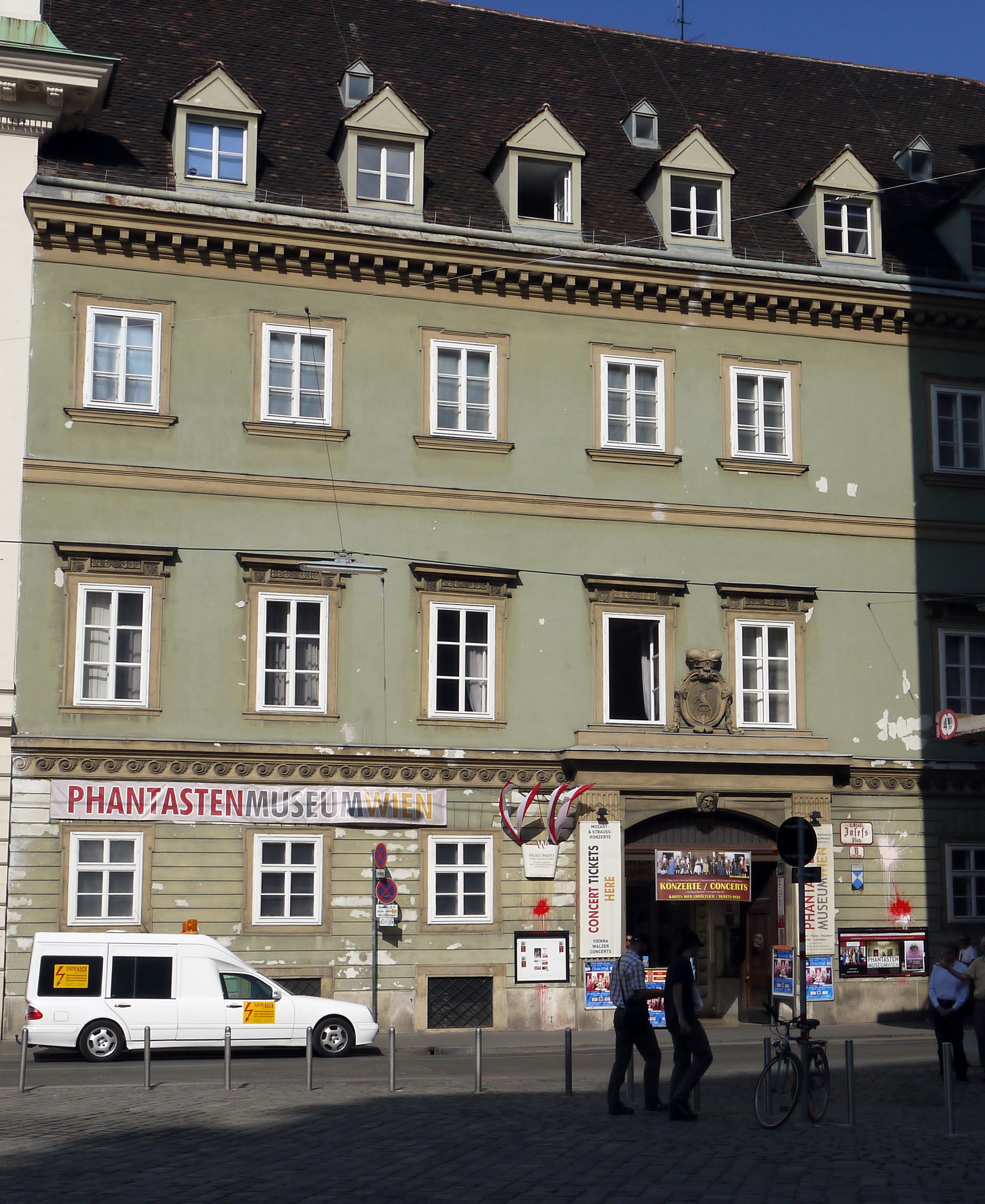
کاخ پالفی در یوسفسپلاتز در وین، اتریش

کاخ پالفی (به آلمانی: Palais Pálffy) کاخی است که در یوسفسپلاتز در ناحیه اینره اشتات (شهر داخلی) وین، اتریش واقع شده‌است. زمانی متعلق به نجیب‌زادگان خانوادۀ پالفی بود.
امروزه از این ساختمان برای اجرای موسیقی و انواع مختلف فعالیت‌های عمومی استفاده می‌شود. موزه فانتاستن در کاخ واقع شده‌ است.